# Georgi Czilikow
Georgi Czilikow (bułg. Георги Чиликов; ur. 23 sierpnia 1978 roku w Burgasie) – bułgarski piłkarz występujący na pozycji napastnika. Obecnie gra w zespole Czernomorec Burgas.

## Kariera klubowa
Georgi Czilikow zawodową karierę rozpoczynał w 1995 roku w trzecioligowym bułgarskim zespole Czernomorec Burgas. Spędził tam 3,5 sezonu, w trakcie których zdobył 29 bramek w 56 spotkaniach. Podczas rozgrywek 1998/1999 Bułgar zasilił Nafteks Burgas. W nowym klubie prezentował już słabszą skuteczność, jednak mimo wszystko w 2001 roku podpisał kontrakt z jedną z najlepszych drużyn w kraju – Lewski Sofia. W 2002 roku sięgnął z nim po tytuł mistrza kraju, natomiast w kolejnych dwóch sezonach Lewski kończyło ligowe rozgrywki na drugiej pozycji. Czilikow 3 razy zdobył także puchar i raz superpuchar kraju. W sezonie 2002/2003 Czilikow strzelając 22 gole w 21 ligowych pojedynkach został królem strzelców A PFG. W barwach Lewski wystąpił łącznie w 97 spotkaniach i 55 razy wpisał się na listę strzelców.
W 2005 roku napastnik przeprowadził się do Portugalii, gdzie został zawodnikiem Nacional Funchal. W nowym klubie jednak zawiódł i w 39 spotkaniach zdobył tylko 4 bramki. Latem 2007 roku Czilikow powrócił do kraju i trafił do CSKA Sofia, natomiast 2008 roku przeniósł się do chińskiego Dalian Shide. W Chinese Super League zajął z nim 14. pozycję w gronie 16 zespołów. W 2009 roku Czilikow trafił do kazachskiego Tobyłu Kostanaj i po rozegraniu 9 spotkań powrócił do klubu Czernomorec Burgas.

## Kariera reprezentacyjna
W reprezentacji Bułgarii Czilikow zadebiutował 7 września 2002 roku w wygranym 2:0 spotkaniu z Belgią. W 2004 roku Płamen Markow powołał go do 23–osobowej kadry na Mistrzostwa Europy w Portugalii. Na turnieju tym Bułgarzy nie zdobyli ani jednego punktu i zajęli ostatnie miejsce w swojej grupie. Sam Czilikow na Euro wystąpił tylko w przegranym 0:5 meczu przeciwko Szwecji, kiedy to w 76. minucie zmienił Dimityra Berbatowa.